# Пайн-Лейк (Аризона)
Пайн-Лейк (англ. Pine Lake) — переписна місцевість (CDP) в США, в окрузі Могаве штату Аризона. Населення — 142 особи (2020).

## Географія
Пайн-Лейк розташований за координатами 35°5′19″ пн. ш. 113°52′26″ зх. д. / 35.08861° пн. ш. 113.87389° зх. д. (35.088699, -113.873928).  За даними Бюро перепису населення США в 2010 році переписна місцевість мала площу 4,37 км², уся площа — суходіл.

## Демографія
Згідно з переписом 2010 року, у переписній місцевості мешкало 138 осіб у 70 домогосподарствах у складі 50 родин. Густота населення становила 32 особи/км².  Було 156 помешкань (36/км²).
Расовий склад населення:
| - 96,4 % — білих - 1,4 % — корінних американців |

До двох чи більше рас належало 1,4 %. Частка іспаномовних становила 4,3 % від усіх жителів.
За віковим діапазоном населення розподілялося таким чином: 7,2 % — особи молодші 18 років, 63,1 % — особи у віці 18—64 років, 29,7 % — особи у віці 65 років та старші. Медіана віку мешканця становила 59,0 року. На 100 осіб жіночої статі у переписній місцевості припадало 109,1 чоловіків;  на 100 жінок у віці від 18 років та старших — 109,8 чоловіків також старших 18 років.
За межею бідності перебувало 20,5 % осіб, у тому числі 0,0 % дітей у віці до 18 років та 0,0 % осіб у віці 65 років та старших.
Цивільне працевлаштоване населення становило 37 осіб. Основні галузі зайнятості: науковці, спеціалісти, менеджери — 56,8 %, мистецтво, розваги та відпочинок — 43,2 %.